# Messerschmitt Bf 162
Il Messerschmitt Bf 162 "Jaguar" era un bombardiere leggero bimotore ad ala bassa realizzato dall'azienda aeronautica tedesca Messerschmitt AG alla fine degli anni trenta.
Ideato come variante del Bf 110 dal capoprogetto Robert Lusser e simile al ricognitore Bf 161, il Bf 162 pur possedendo i requisiti per il ruolo, il Reichsluftfahrtministerium (RLM), il ministero che nel periodo hitleriano sovraintendeva l'intera aviazione tedesca, gli preferì lo Junkers Ju 88.

## Storia del progetto
Lo sviluppo del progetto del Messerschmitt P.1035, sigla con cui erano identificati i progetti non ancora sottoposti all'RLM, ebbe inizio all'allora Bayerische Flugzeugwerke nel settembre 1934, quasi nello stesso periodo del concepimento del Bf 110. Ne ebbe l'incarico Robert Lusser che pensò di proporre all'RLM un velivolo multiruolo che avesse tra le sue possibilità di impiego quelle di bombardiere o ricognitore a lungo raggio. Lo sviluppo non si discostò molto dal Bf 110 tanto che sia la fusoliera, l'ala, l'impennaggio di coda ed il carrello d'atterraggio risultarono molto simili e solo il muso, completamente vetrato per le esigenze di osservazione, lo distingueva nettamente dall'altro progetto. e lo accomunava con il parallelo sviluppo da ricognizione.
L'RLM, nel 1935, emise una specifica per la fornitura di uno schnellbomber, bombardiere veloce, ad uso tattico alla quale risposero la Bayerische Flugzeugwerke, con il modello a cui avevano assegnato la denominazione Bf 162, la Henschel Flugzeugwerke AG con l'Hs 127 e la Junkers Flugzeug- und Motorenwerke AG con lo Ju 88.
Il primo prototipo, il Bf 162 V1 ed immatricolato con marche civili D-AIXA, venne portato in volo per la prima volta nel febbraio 1937, in ritardo di qualche mese rispetto allo Ju 88 e che con le sue prestazioni aveva già impressionato i funzionari RLM. A questo fece seguito un secondo prototipo, il Bf 162 V2 (D-AOBE), nel settembre dello stesso anno ed un terzo, il Bf 162 V3 (D-AOVI), quando però la decisione dell'RLM era già stata presa in favore del più promettente e prima sviluppato Ju 88 anche per l'esigenza dell'imminente progetto dell'annessione della Polonia. Quest'ultimo difatti entrò in servizio, con solo 12 esemplari, il 1º settembre 1939, primo giorno di attacco della campagna di Polonia. Il progetto venne quindi interrotto ma i prototipi vennero comunque assegnati alla Luftwaffe e dotati di immatricolazione militare.

## Impiego operativo
I tre esemplari, anche se non assegnati a reparti operativi, vennero utilizzati come strumento di propaganda e strategia di disinformazione al pari di quanto fatto, nel 1940, con il fantomatico Heinkel He 113, in realtà un He 100 opportunamente ridipinto. Una serie di fotografie opportunamente ritoccate e che riproducevano i Bf 162 in volo, venne fornita agli organi di stampa tedeschi, i quali pubblicarono la notizia attribuendo anche il nome di "Messerschmitt Jaguar", usato peraltro solamente in questo contesto. Il codice numerico, al quale non fece riscontro alcuna produzione in serie, venne in seguito riassegnato dall'RLM al caccia monomotore a getto Heinkel He 162.

## Utilizzatori
Germania
- Luftwaffe